# 戈登广场

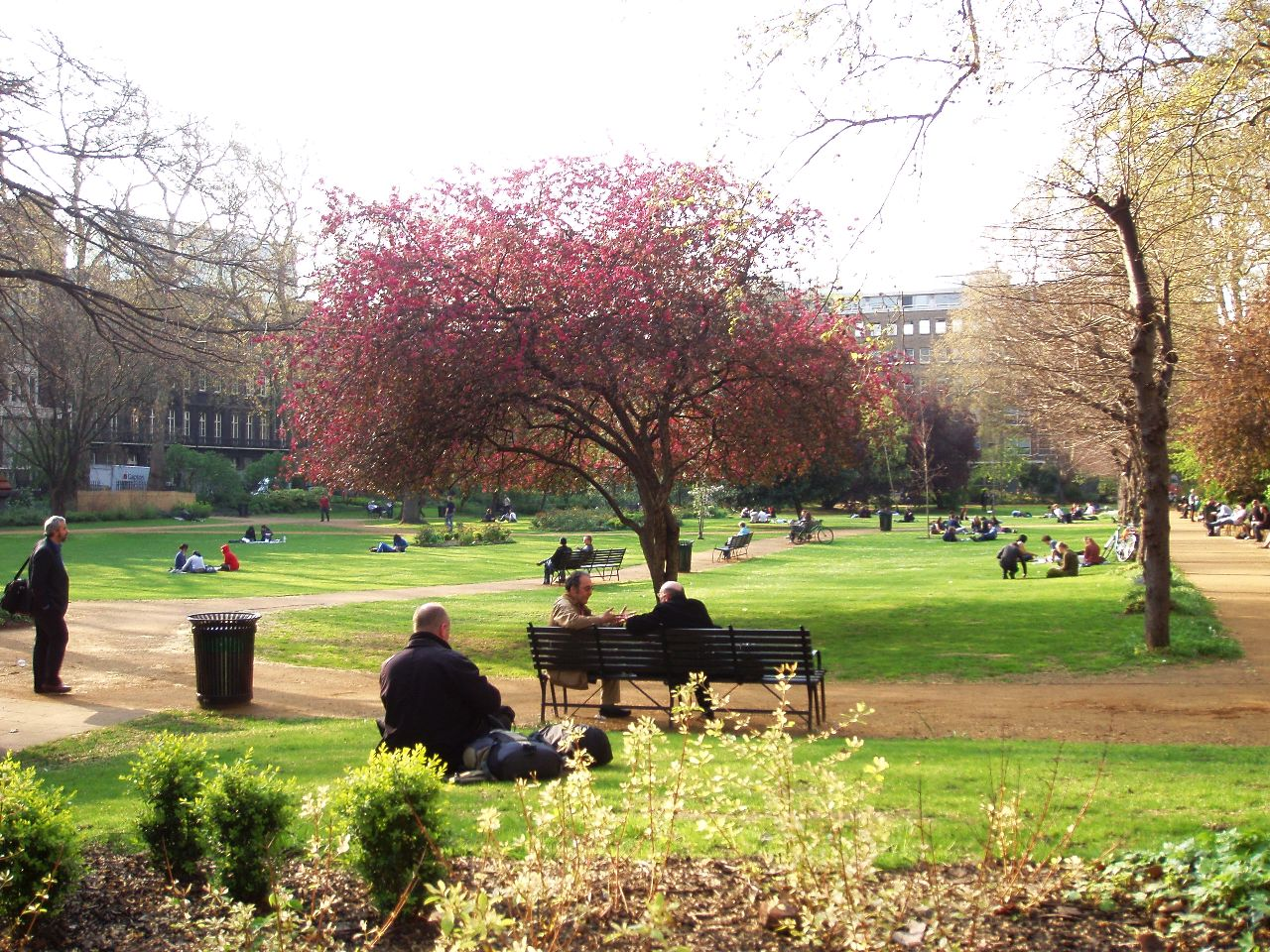
戈登广场

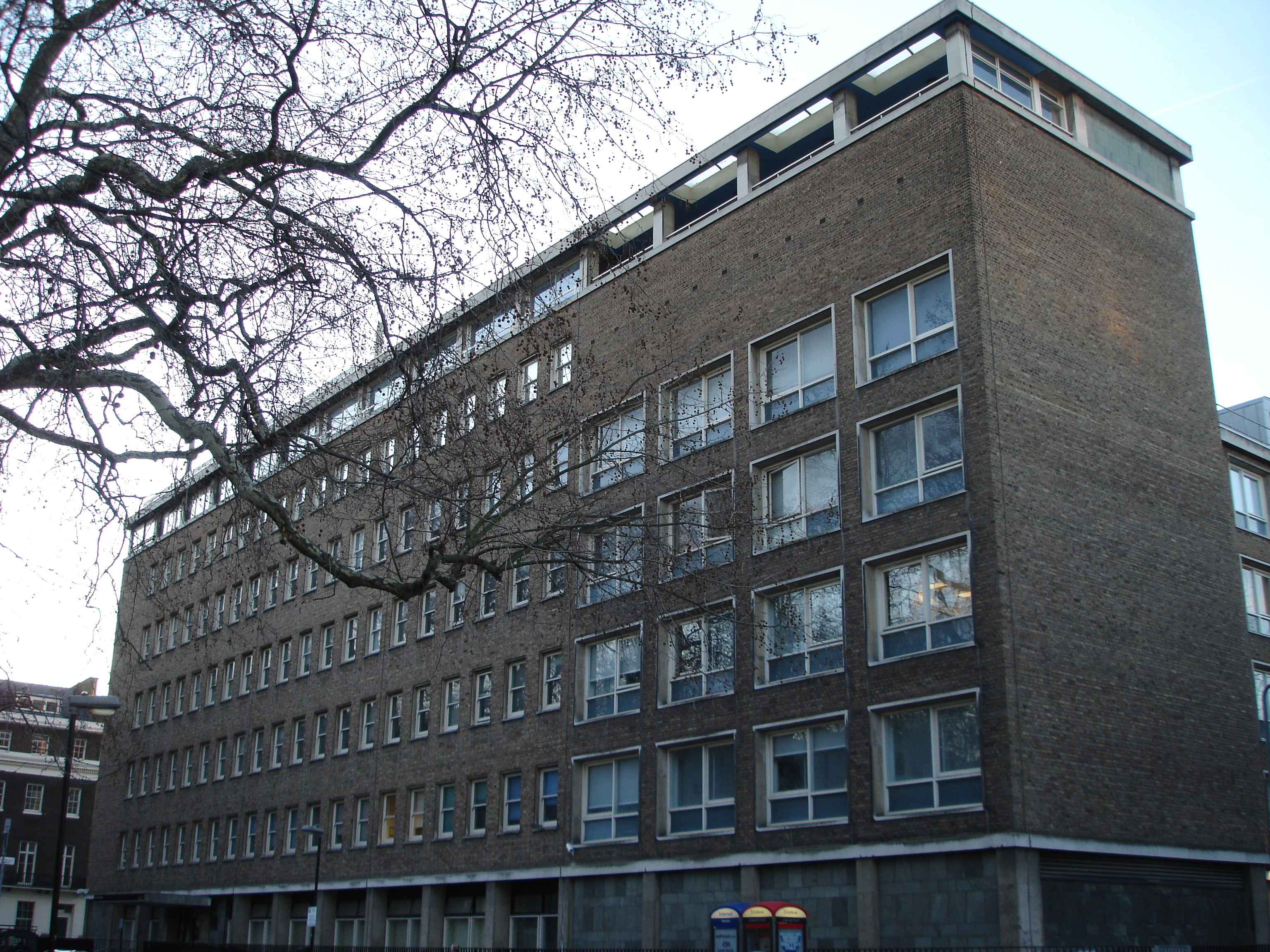
戈登广场北侧的伦敦大学学院考古学院

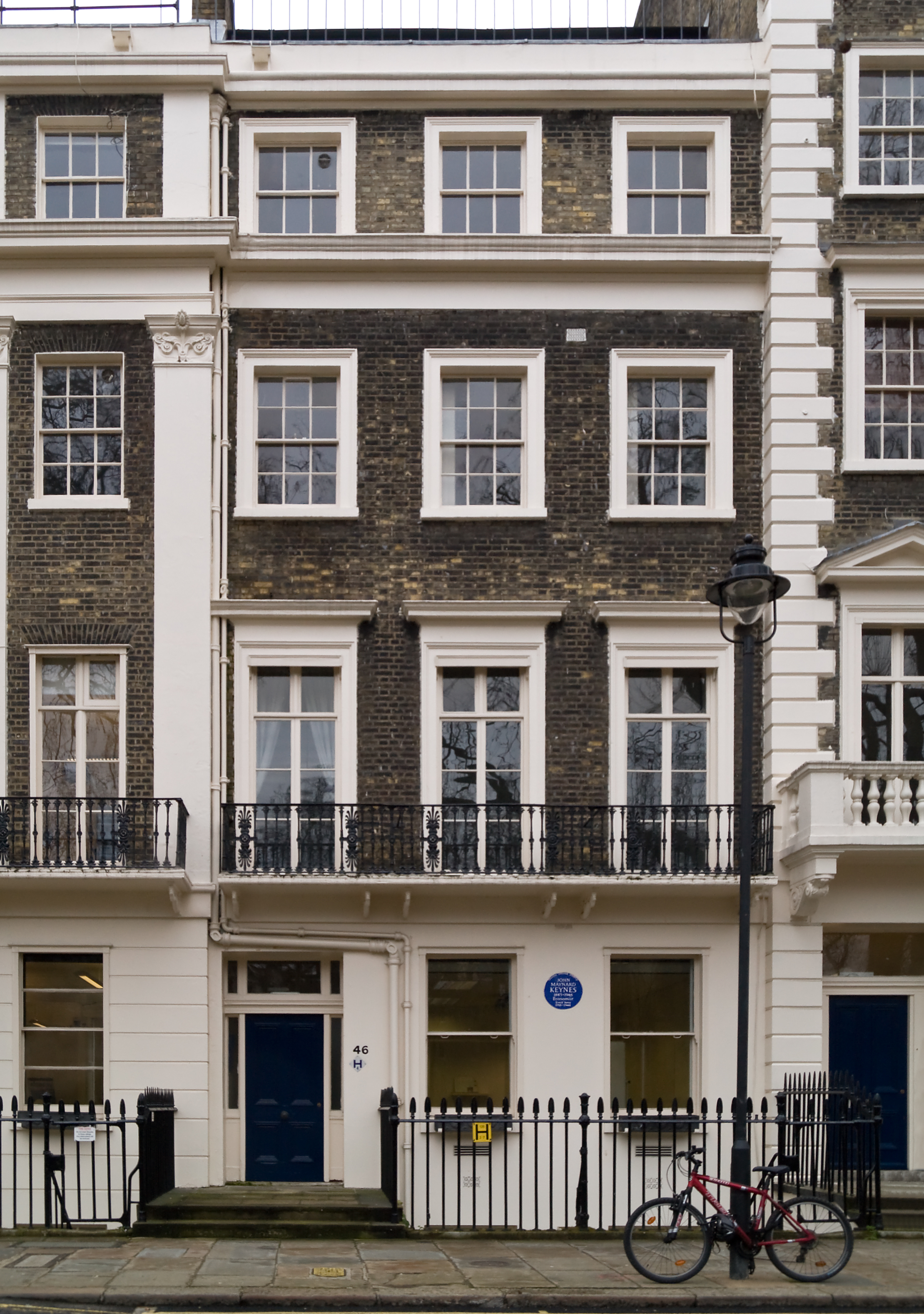
戈登广场46号，弗吉尼亚·吴尔夫和约翰·梅纳德·凯恩斯故居

戈登广场（Gordon Square）是英国伦敦卡姆登区布卢姆茨伯里的一个花园广场，由托马斯·丘比特开辟于1820年代，与一个街区外尺寸相同的塔维斯托克广场形成一对。广场中央的花园最初属于周围的居民私人使用，但现在属于伦敦大学，向公众开放。该大学拥有广场上的许多建筑。广场西侧是基督君王堂和它旁边的威廉姆斯博士图书馆。
经济学家约翰·梅纳德·凯恩斯 (1883–1946)住在戈登广场46号，悬挂蓝牌。凯恩斯入住之前，该建筑 弗吉尼亚·吴尔夫 (1882-1941)和她的兄弟姐妹（包括著名的画家和室内设计师瓦妮莎·贝尔），布卢姆茨伯里派其他成员经常光临。43至46号现在是艺术学院伯克贝克学院。
伦敦大学学院考古研究所位于广场北侧。
在布卢姆茨伯里的贝德福德庄园上开辟的其他广场包括：
- 贝德福德广场
- 布卢姆茨伯里广场
- 罗素广场
- 塔维斯托克广场
- 托灵顿广场
- 沃本广场